# Chimarra claviloba
Chimarra claviloba är en nattsländeart som beskrevs av Oliver S. Flint Jr. 1974. Chimarra claviloba ingår i släktet Chimarra och familjen stengömmenattsländor. Inga underarter finns listade i Catalogue of Life.